# Marsdenia hassleriana
Marsdenia hassleriana är en oleanderväxtart som beskrevs av Gustaf Oskar Andersson Malme, Chod. och Hassl.. Marsdenia hassleriana ingår i släktet Marsdenia och familjen oleanderväxter. Inga underarter finns listade i Catalogue of Life.